# Ryksa Odonówna
Ryksa (ur. ok. 1190, zm. 18 listopada po 1238) – księżniczka wielkopolska z dynastii Piastów.
Córka księcia wielkopolskiego Odona i Wyszesławy, córki księcia halickiego Jarosława Ośmiomysła albo jego syna Włodzimierza.
O życiu Ryksy zachowały się jedynie dwie wzmianki źródłowe. W dokumencie księcia opolskiego Mieszka II Otyłego z 24 września 1239 występuje jako świadek nadania Szpitalowi św. Ducha we Wrocławiu wsi Chróścina. W akcie tym śląski krewny nazwał ją swoją ciotką. Natomiast w Nekrologu czesko-śląskim pod datą 18 listopada zamieszczono informację o jej śmierci. Odonówna jako jedyna Piastówna nieśląska występuje w tym nekrologu. Świadczy to o utrzymywaniu przez nią bliższych stosunków ze Śląskiem.